# Cormontreuil
 Cormontreuil  es una población y comuna francesa, en la región de Champaña-Ardenas, departamento de Marne, en el distrito de Reims y cantón de Reims-7.

## Demografía
| 1343 | 1602 | 3601 | 6080 | 5745 | 6390 |
| Para los censos de 1962 a 1999 la población legal corresponde a la población sin duplicidades (Fuente: INSEE [Consultar]) |      |      |      |      |      |